# Worb
Worb är en ort och kommun i distriktet Bern-Mittelland i kantonen Bern, Schweiz. Kommunen har 11 526 invånare (2023).
I kommunen finns sju orter:
| Ort                 | Invånare 31 dec 2018 |
| ------------------- | -------------------- |
| Enggistein          | 409                  |
| Richigen            | 422                  |
| Ried                | 169                  |
| Rüfenacht           | 3 497                |
| Vielbringen         | 553                  |
| Wattenwil/Bangerten | 149                  |
| Worb                | 6 077                |